# Deficiência

Símbolo Internacional de Acesso a Pessoa com Deficiência Física

Deficiência é o termo usado para definir a ausência ou a disfunção de uma estrutura psíquica, fisiológica ou anatômica. Diz respeito à atividade exercida pela biologia da pessoa. Este conceito foi definido pela Organização Mundial de Saúde. A expressão pessoa com deficiência (também conhecida pela sigla PcD) pode ser aplicada referindo-se a qualquer pessoa que tenha impedimento de longo prazo de natureza física, mental, intelectual ou sensorial. Contudo, há que se observar que em contextos legais ela é utilizada de uma forma mais restrita e refere-se a pessoas que estão sob o amparo de uma determinada legislação.

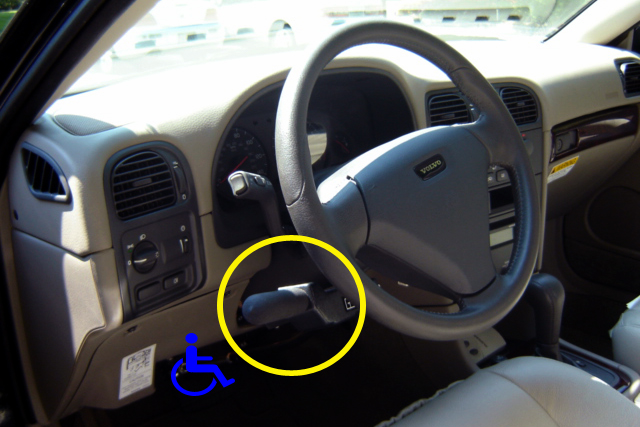
Um aparelho operado com a mão num veículo de câmbio automático permite às pessoas com limitações nas pernas dirigir com normalidade.

O termo deficiente para denominar pessoas com deficiência tem sido considerado por algumas ONGs e cientistas sociais inadequado, pois o termo leva consigo uma carga negativa depreciativa da pessoa, fato que foi ao longo dos anos se tornando cada vez mais rejeitado pelos especialistas da área e em especial pelos próprios indivíduos a quem se refira. Assim, em alguns contextos, tem sido proposto o termo diversidade funcional, enquanto todas as pessoas precisam de ajuda em algum momento de suas vidas, especialmente na infância e na velhice. Muitos, entretanto, consideram que essa tendência politicamente correta tende a levar as pessoas com deficiência a uma negação de sua própria situação e a sociedade ao não respeito da diferença. Atualmente, porém, esta palavra está voltando a ser utilizada,[carece de fontes?] visto que a rejeição do termo, por si só, caracteriza um preconceito de estigmatização contra a condição do indivíduo revertida pelo uso de um eufemismo, o que pode ser observado em sites voltados aos "deficientes" é que o termo deficiente é utilizado de maneira não-pejorativa.[carece de fontes?]
Capacitismo, é o termo designado para definir quando há discriminação e preconceito contra pessoas com qualquer tipo de deficiência. Cripface (termo é muito utilizado nos EUA, porém, no Brasil, pouco se escreveu sobre ele. Em fatos, existem apenas duas citações deste termo na imprensa nacional, até o momento ), é o termo designado para definir quando uma pessoa sem deficiência representa uma pessoa com deficiência em alguma obra teatral, televisiva, cinematográfica, etc.
A pessoa com deficiência geralmente precisa de atendimento especializado, seja para fins terapêuticos, como fisioterapia ou estimulação motora, seja para que possa aprender a lidar com a deficiência e a desenvolver as potencialidades. A educação especial tem sido uma das áreas que tem desenvolvido estudos científicos para melhor atender estas pessoas, no entanto, o que inclui pessoas com deficiência além das necessidades comportamentais, emocionais, ocupacionais e sociais.
Desde a Declaração de Salamanca, surgiu o termo necessidades educativas especiais, que veio a substituir o termo criança especial, anteriormente utilizado em educação para designar a criança com deficiência. Porém, este novo termo não refere-se apenas à pessoa com deficiência, pois engloba toda e qualquer necessidade considerada atípica e que demande algum tipo de abordagem específica por parte das instituições, seja de ordem comportamental, seja social, ocupacional, física, emocional ou familiar.

## Convenção da Deficiência
Um acordo foi celebrado em 25 de agosto de 2006 em Nova Iorque, por diversos Estados em uma convenção preliminar das Nações Unidas sobre os direitos da pessoa com deficiência, o qual realça, no artigo 24, a educação inclusiva como um direito de todos. O artigo foi substancialmente revisado e fortalecido durante as negociações que começaram há cinco anos. Em estágio avançado das negociações, a opção de educação especial (segregada do ensino regular) foi removida da convenção, e entre 14 e 25 agosto de 2006, esforços perduraram até os últimos dias para remover outro texto que poderia justificar a segregação de estudantes com deficiência. Após longas negociações, o objetivo da inclusão plena foi finalmente alcançado e a nova redação do parágrafo 2 do artigo 24 foi definida sem objeção. Cerca de sessenta delegações de Estado e a Liga Internacional da Deficiência (International Disability Caucus), que representa cerca de 70 organizações não governamentais (ONGs), apoiaram uma emenda proposta pelo Panamá que obriga os governos a assegurar que: as medidas efetivas de apoio individualizado sejam garantidas nos estabelecimentos que priorizam o desenvolvimento acadêmico e social, em sintonia com o objetivo da inclusão plena.
A Convenção preliminar antecede a assembleia geral da ONU para sua adoção, que se realizará no final deste ano. A convenção estará então aberta para assinatura e ratificação por todos os países membros, necessitando de 20 ratificações para ser validada. A Convenção da Deficiência é o primeiro tratado dos direitos humanos do Século XXI e é amplamente reconhecida como tendo uma participação da sociedade civil sem precedentes na história, particularmente de organizações de pessoas com deficiência.

### Elementos do artigo 24 na instrução do esboço
- Nenhuma exclusão do sistema de ensino regular por motivo de deficiência;
- Acesso para estudantes com deficiência à educação inclusiva na sua comunidade local;
- Acomodação razoável das exigências individuais;
- O suporte necessário dentro do sistema de ensino regular para possibilitar a aprendizagem.

## CIF
A Organização Mundial de Saúde vem desenvolvendo a CIF - Classificação Internacional de Funcionalidade, Incapacidade e Saúde cuja versão para crianças e jovens (ICF-CY) foi lançada pela OMS em Outubro de 2007, em Veneza e encontra-se disponível no Centro Colaborador da Organização Mundial de Saúde para a Classificação Internacional de Doenças em Português, ou Centro Brasileiro de Classificação de Doenças – CBCD, como passou a ser conhecido, criado em 1976.

## Histórico da Deficiência no Brasil
A deficiência no Brasil foi tratada de várias maneiras no decorrer da história sobre um viés da Cultura Pública. No início, nas populações indígenas, as crianças com alguma deficiência física eram abandonadas e excluídas do convívio social. Entre a população negra que era escravizada no País, a deficiência física e sensorial eram decorridas dos inúmeros castigos físicos aplicados nas fazendas de café e engenhos de cana-de-açúcar. No século XIX, deficiências tornaram-se mais recorrentes por causa dos conflitos militares.
Segundo Vimieiro e Maia (2011) no século XX, principalmente, no período que compreende os anos de 1960 a 1984, a educação, saúde e trabalho eram tidas como as alternativas da época para a questão da deficiência, possuindo um caráter integrativo. A educação era utilizada para que essas pessoas "se educassem para parecerem normais" e o trabalho seria uma forma de voltarem à produtividade. Por outro lado, nos anos pós-1984, a temática  entra na perspectiva do direito, remetendo a um caráter de inclusão.
Flávia Piovesan delimita quatro estágios na construção dos direitos humanos da pessoa com deficiência:
Num primeiro estágio de total intolerância tais pessoas eram consideradas impuras, castigadas pelos deuses. Platão em “A República” e Aristóteles em “A Política” fazem referência à eliminação de crianças nascidas com deformidades, seja por abandono seja atirando-as da cadeia montanhosa de Tygetos na Grécia. Famosa foi a cidade grega de Esparta, onde no reinado de Leônidas, os guerreiros deveriam ser perfeitos para defender suas fronteiras, sendo sumariamente executadas as crianças nascidas com qualquer tipo de deficiência.
O segundo estágio foi o da invisibilidade. As pessoas eram colocadas em guetos, separadas do resto da humanidade. Como exemplo desta fase tem-se os relatos bíblicos dos leprosos, considerados impuros e segregados por toda a sociedade. Salienta-se a importância da doutrina cristã, principalmente do novo testamento. Com a descrição dos milagres e curas a pessoa com deficiência foi trazida para o centro das atenções. Os preceitos do amor ao próximo, do acolhimento e da universalidade dos direitos humanos foram importantes passos para dar novo enforque a pessoa com deficiência na sociedade. 
O terceiro estágio, talvez o mais vivenciado no Brasil, foi o assistencialismo, marcada pelos avanços da medicina e a tentativa de curar qualquer limitação. O indivíduo seria o "portador de uma enfermidade" e deveria receber a ajuda assistencial por parte da sociedade, enquanto não houvesse a cura para a sua "doença" (na realidade, deficiência).. 
A fase atual tem foco nos direitos humanos e na inclusão da pessoa com deficiência de maneira plena em todas os âmbitos sociais. Quem deve ser tratada agora, em que pese a extrema importância da continuidade das pesquisas cientificas que visam minorar limitações, é a sociedade. A deficiência, na expressão pejorativa da palavra, não está mais centrada na pessoa, mas sim na sociedade que tem profundas dificuldades de lidar com as diferenças, com qualquer pessoa que destoe dos padrões vigentes.